# گیوی
گیوی یکی از شهرهای استان اردبیل در کشور ایران است.
شهر گیوی شامل دو منطقه بنام‌های گیوی علیا و گیوی سفلی می‌باشد. اهالی شهر «کیوی» و روستاهای اطراف، این شهر را «کویو- Küyü» تلفظ می‌کنند اما در اسناد رسمی پنجاه سال گذشته به‌صورت‌های کیوی- گیوی- سنجبد- کوثر ثبت شده است که اسم کوثر هیچ گونه پیشینهٔ تاریخی ندارد. اسم این شهر در برخی کتب تاریخی از جمله «نزهه القلوب» حمدالله مستوفی به صورت «کوی» ذکر شده است.
زبان اهالی ترکی آذربایجانی و جمعیت گیوی در سال ۱۳۹۵ شمسی برابر با ۷٬۱۰۱ نفر بوده است.
مردم شهر گیوی پیرو دین اسلام و دارای مذهب شیعه دوازده امامی هستند. طبیعت بی‌نظیر این منطقه مخصوصاً در فصل بهار و تابستان سبب ورود گردشگران زیادی به این منطقه شده است. از جاذبه‌های تاریخی این منطقه می‌توان به حمام سنگی شهر گیوی، آبگرم گیوی و ژئوپارک دربندمشکول (شهرستان کوثر) اشاره کرد.